# Teófilo (bíblico)
Teófilo es el nombre o, tal vez, el título de honor de la persona a quien son dedicados el Evangelio de Lucas y los Hechos de los Apóstoles (Lucas 1:3, Hechos 1:1). Según estos prólogos, ambas obras fueron escritas por el mismo autor, Lucas evangelista, según la tradición eclesiástica. El nombre "θεόφιλος" ("Teófilo"), significa amigo de Dios en griego o, según otros, (ser) amado por Dios.
No se conoce la identidad histórica de Teófilo, por lo cual existen diferentes conjeturas al respecto. Dado su significado, se ha especulado que se trate de un nombre simbólico; todo cristiano sería "amado de Dios", o un título honorífico.

## Hipótesis

### Iglesia copta
La tradición copta afirma que Teófilo era una persona y añade que se trataba de un judío de Alejandría.[cita requerida]

### Oficial romano
Algunos estudiosos sostienen que Teófilo era un oficial romano de algún tipo, porque Lucas se refirió a él como excelentísimo "Κρατιστε", palabra que se utiliza en tres pasajes de los Hechos de los Apóstoles cuando se hace referencia a un oficial romano (23:26; 24:2-3 y 26:25). Una variante considera que Teófilo podría haber sido el abogado de Pablo durante su juicio en Roma.

### Título honorario
Esta hipótesis sostiene que Teófilo no era una persona, sino un epíteto. En efecto, Teófilo significa "Amigo de Dios" y por tanto, puede ser usado para denominar a  cualquier persona que se ajuste a esa descripción. En esta hipótesis el público objetivo del autor, puede ser todo aquel que por sus acciones esté cerca de Dios.[cita requerida]

### Sacerdote judío
Una hipótesis reciente y que ha gozado de gran aceptación  señala a Teófilo ben Anás, Sumo Sacerdote del Templo de Jerusalén del 37-41 como el personaje mencionado. En esta hipótesis, Teófilo hubiera sido a la vez un kohen y un Saduceo; eso lo convertiría en el hijo de Anás y cuñado de Caifás. Los defensores de esta teoría afirman que el Evangelio de Lucas se dirige a lectores saduceos, lo que podría explicar algunas características de Lucas. Comienza la historia con un relato de Zacarías, el sacerdote justo que tuvo una visión en el templo de un ángel (1:5-25). Lucas cambia rápidamente para relatar la purificación de María (nidá), el ritual de redención en el Templo de Jesús (Pidión haBen) (2:21-39), y luego la peregrinación de Jesús al Templo cuando tenía doce años (2:46), posiblemente implicando su bar mitzvah. Él no hizo mención del papel de Caifás en la crucifixión de Jesús y enfatiza la resurrección literal de Jesús (24:39), incluyendo una ascensión a los cielos como un reino de existencia espiritual (24:52; Hechos 1:1). Lucas también parece hacer hincapié en los argumentos de Jesús con los saduceos en puntos como la base legal para el divorcio, la existencia de los ángeles, espíritus y una vida futura (los saduceos no creían en la resurrección de los muertos). Si este fuera el caso, entonces Lucas está tratando de usar las réplicas y las enseñanzas de Jesús para romper la filosofía saducea de Teófilo, tal vez con la esperanza de que Teófilo utilizaría su influencia para conseguir que los saduceos cesen la persecución de los cristianos. También se podría mirar el Evangelio de Lucas como una referencia alegórica (רֶמֶז remez) a Jesús como "el hombre llamado El Renuevo", profetizado en Zacarías 3:8; 6:12-13, el cual es el último Sumo Sacerdote presagiado por el Sacerdocio Levítico..
La mayoría, si no todos, de los comentarios sobre el Evangelio de Lucas dicen que la perícopa de la "pregunta sobre la resurrección", presentada en Lucas 20:27-40, es el único relato en Lucas de Jesús enfrentando a los saduceos. Es cierto que Lucas sólo menciona a los saduceos por su nombre una vez, pero no es cierto que esta perícopa es la única relativa a los saduceos. Las parábolas acerca del buen samaritano, del mayordomo infiel, del hombre rico y Lázaro, y los labradores malvados, están dirigidas a los saduceos que controlaban el establecimiento del Templo. Estas parábolas son acerca de los sacerdotes infieles. Son los malvados hijos de Elí.
Todos los pasajes del Nuevo Testamento sobre la limosna, excepto uno en Mateo, se encuentran en Lucas-Hechos. Por lo tanto, estas parábolas pueden ser sobre la limosna, la limosna y el uso adecuado de la riqueza controlada por las autoridades del Templo. La crítica de Lucas se centra en el uso de estos recursos del Templo por la aristocracia religiosa para sus propios fines egoístas. Esto significa que las autoridades religiosas controlaban gran riqueza que había estado en tiempos pasados distribuida adecuadamente a las personas como parte de la forma institucional de la limosna. Los sacerdotes en estas parábolas son infieles, deshonestos y desobedientes, ya que, entre otras cosas, no han invitado a los pobres, los mutilados, a los cojos y a los ciegos a la mesa del banquete. Una vez que la oficina del Sumo Sacerdote se convirtió en no hereditaria, y disponible al mejor postor, el papel institucional de la limosna fue abandonado o reducido, ya que el comprador tenía que recuperar su precio de compra.
Un punto de vista minoritario identifica a Teófilo con un posterior Sumo Sacerdote: Matitiahu ben Teófilo quien sirvió en 65-66. Tenga en cuenta que Lucas se refiere al Sumo Sacerdote José ben Caifás simplemente como "Caifás". Por lo tanto, según este razonamiento, Lucas utiliza este patrón al dirigirse a Teófilo.
Contra esta identificación está el hecho de que Lucas aclara algunos conceptos y datos que sería impensable no conociera un sacerdote de Jerusalén; por ejemplo detalla elementos de la doctrina saducea (Lc. 20:27, Hch. 23:8), señala que Emaús está a tal distancia de Jerusalén. Además, la cita de Mateo sobre las señales del tiempo (Mt. 16:2) es reinterpretada (Lc. 12:55) para que se ajuste al Egeo, no a Israel.

## En la ficción

### Tito Flavio Sabino
En la novela histórica Las Llamas de Roma de Paul Maier, Teófilo es el seudónimo que usa Lucas para referirse a  Tito Flavio Sabino II, ex prefecto de Roma y hermano mayor de Vespasiano, vinculado a Aulo Plaucio y su esposa Pomponia Grecina, cristianos. La novela supone que Sabino protege a Pablo durante su encarcelamiento y por este motivo Lucas le dedica su obra. A pesar de la extensa investigación de Meir, la hipótesis carece de pruebas que la demuestren e incluso es altamente improbable.